# Ordre de l'étoile du Népal

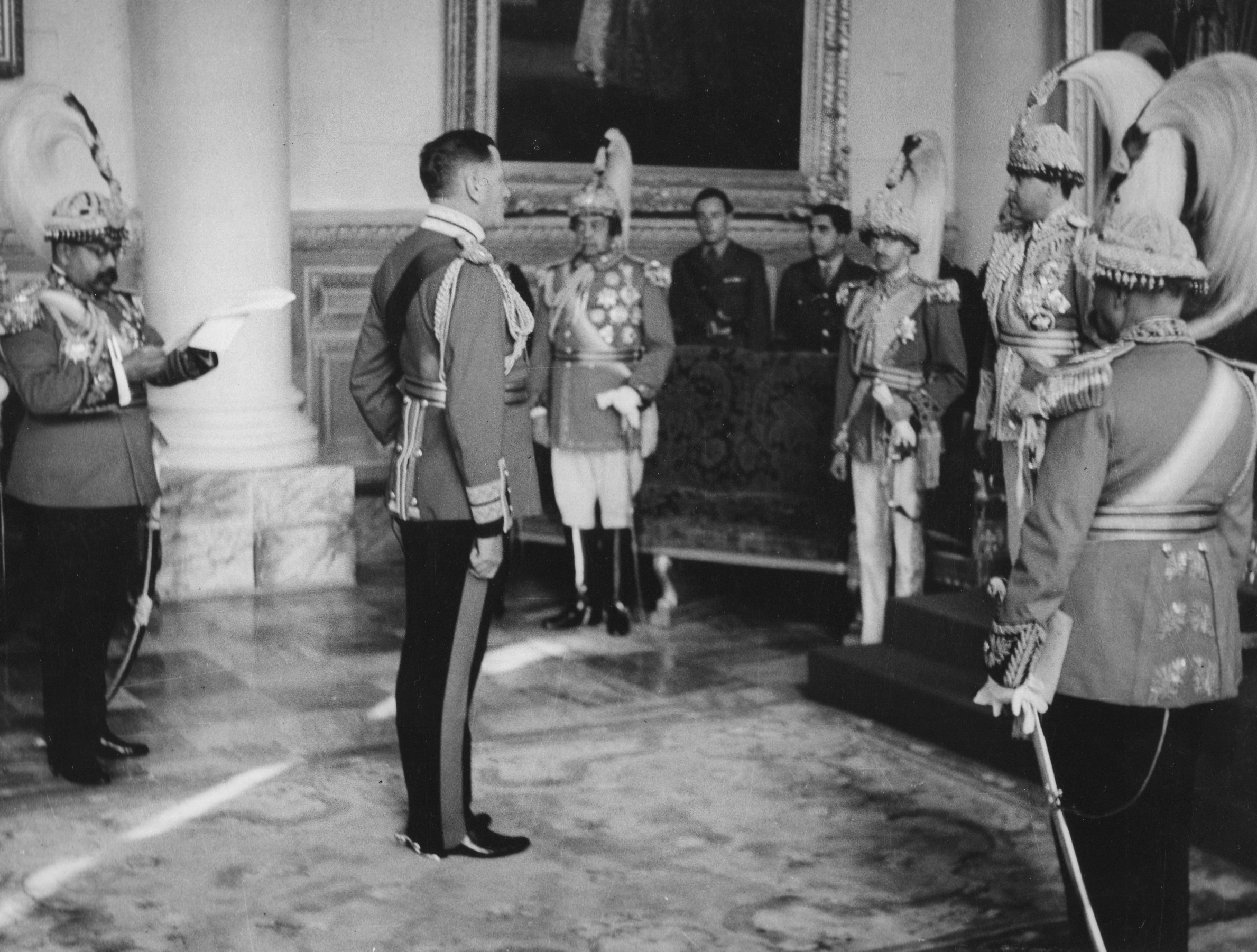
Le militaire Claude Auchinleck recevant l'ordre de l'étoile du Népal du roi (1945).

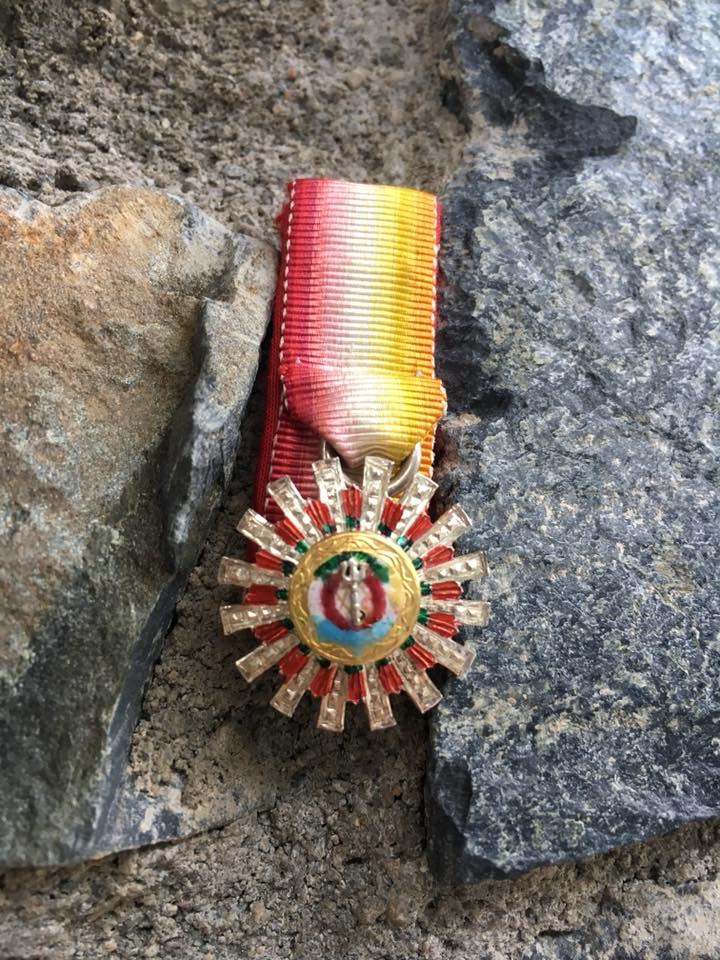
Ordre de l'étoile du Népal

L'ordre de l'étoile du Népal (en népalais : नेपाल तारा) est un ordre honorifique du Népal initié par Tribhuvan Shah.